# Procecidochares gibba
Procecidochares gibba är en tvåvingeart som först beskrevs av Friedrich Hermann Loew 1873.  Procecidochares gibba ingår i släktet Procecidochares och familjen borrflugor. Inga underarter finns listade i Catalogue of Life.